# L'Affaire du boulevard Beaumarchais
L'Affaire du boulevard Beaumarchais est une nouvelle policière de Georges Simenon, publiée en 1936. Elle fait partie de la série des Maigret.

## Historique
La nouvelle est écrite à Neuilly-sur-Seine en 1936. Son édition pré-originale s'est faite dans l'hebdomadaire Paris-Soir-Dimanche les 24 et 31 octobre 1936. L'Affaire du boulevard Beaumarchais est le premier volet d'une série de cinq nouvelles qui font l'objet d'un concours hebdomadaire. Chaque nouvelle s'étend sur deux numéros : dans le premier sont posés tous les éléments de l'énigme ; dans le second, en quelques lignes, est donné son dénouement. 
La nouvelle est reprise dans le recueil Les Nouvelles Enquêtes de Maigret en 1944 chez Gallimard.

## Résumé
Le dimanche de la Toussaint, au soir, Louise Voivin est retrouvée morte. Son décès donne tous les signes de l'empoisonnement. Le docteur, précisant que Louise a agonisé dans d'atroces convulsions, attribue la mort à l'absorption d'une forte dose de digitaline. Le mari et sa maîtresse sont les premiers suspects. Maigret va longuement interroger cette dernière, sœur de la victime.

## Éditions
- Édition originale : Gallimard, 1944
- Tout Simenon, tome 24, Omnibus, 2003  (ISBN 978-2-258-06109-5)
- Folio Policier, n° 679, 2013  (ISBN 978-2-07-030451-6)
- Tout Maigret, tome 10, Omnibus,  2019  (ISBN 978-2-258-15349-3)